# Thomas Kuo
Thomas Tzu Szu Kuo (* 21. Juli 1931 in Peking, Republik China) ist ein US-amerikanischer theoretischer Kernphysiker chinesischer Herkunft.
Kuo studierte am Naval College of Engineering in Taiwan mit dem Bachelorabschluss 1954 und an der Tsing-Hua-Universität mit dem Masterabschluss 1959. Danach ging er an die University of Pittsburgh, wo er 1964 in Physik promoviert wurde. Als Post-Doktorand war er Instructor und später Assistant Professor an der Princeton University. 1968/69 war er Gastwissenschaftler am Argonne National Laboratory. 1968 wurde er Associate Professor und 1972 Professor an der State University of New York at Stony Brook (SUNY).
Kuo war in den 1960er Jahren mit Gerald Brown ein Pionier in der Entwicklung effektiver Wechselwirkungen für Nukleonen in Kernen, ausgehend von der Nukleon-Nukleon Wechselwirkung in Streuexperimenten. Er verfolgte Forschungen auf diesem Gebiet in den folgenden Jahrzehnten weiter, trug zur Verbesserung der dabei angewandten Vielteilchenmethoden (z. B. G-Matrix mit folded diagram Formalismus, effektives Niedrigenergie-Potential mit Renormierungsgruppentechniken) bei und stellte Schalenmodellrechnungen mit realistischen effektiven Potentialen an.
1974/5, 1978 und 1983 war er Nordita-Gastprofessor an der Universität Oslo. 1979 war er Gastwissenschaftler am Kernforschungszentrum Jülich und seit den 1980er Jahren Gastwissenschaftler an verschiedenen chinesischen Universitäten (Ehrenprofessur an der Jilin- und Fudan-Universität).
1977 erhielt er einen US-Senior-Scientist Award der Humboldt-Stiftung. Er ist Fellow der American Physical Society.
Er ist seit 1962 verheiratet und hat zwei Kinder.

## Schriften
- Herausgeber mit Wong: Topics in nuclear physics, Springer Verlag, Lecture Notes in Physics, 2 Bände, 1981 (Winter School Nuclear Physics, Peking, 1980/81, darin von Kuo: Topics in many body theory of nuclear effective interaction)
- mit Osnes Folded diagram theory of the effective interaction in atomic nuclei, Lecturenotes in Physics, Band 364, Springer Verlag 1990
- mit Gerald Brown: Structure of finite nuclei and the free Nucleon-Nucleon interaction: an application to O18 and F18, Nuclear Physics A, Bd. 85, 1966, S. 40–86
- mit Gerald Brown Reaction matrix elements for the 0f-1p shell nuclei, Nuclear Physics A, Band 114, 1968, S. 241–279
- Shell-Model Effective Interactions and the Free Nucleon-Nucleon Interaction, Annual Review Nuclear Science, Band 24, 1974, S. 101–150
- mit L. Coraggio, A. Covello, A. Gargano, N. Itaco Shell-model calculations and realistic effective interactions, Progress Particle Nuclear Physics, Band 62, 2009, S. 135–182, Arxiv
- The Nucleon-nucleon Interaction and the Nuclear Many-body Problem: Selected Papers of Gerald E. Brown and T. T. S. Kuo, World Scientific 2010 (Herausgeber Gerald Brown, T. T. S. Kuo, Jeremy Holt, Sabine Lee)
- mit Morten Hjorth-Jensen, Eivind Osnes Realistic effective interactions for nuclear systems, Physics Reports, Band 261, 1995, S. 125–270
- mit Xing-Wang Pan, Michel Vallieres, Da Hsuan Feng: Nuclear shell model calculations with fundamental NN interactions, Physics Reports, Band 164, 1996, S. 311–323, Arxiv
- Herausgeber mit D. Strottman Nuclear phase transitions and heavy ion reactions, World Scientific 1987
- Herausgeber mit S. S. Wu Nucleon-Nucleon interaction and nuclear many body problems, World Scientific 1984